# Fucking with Fire: Live
Fucking with F***: Live je koncertní album a DVD německé hardrockové hudební skupiny Edguy. Vydáno bylo 2. května 2009 společností Nuclear Blast a obsahuje záznam z koncertu v brazilském městě São Paulo během turné k desce Rocket Ride (2006). Album vyšlo jako 2 CD a DVD, přičemž na DVD se kromě písní z koncertu objevil také 57 minut dlouhý dokument z turné a videoklipy k některým skladbám.

## Seznam skladeb
| DVD            | DVD | DVD    |
| Pořadí         | Název | Délka  |
| -------------- | --- | ------ |
| 1.             | Catch of the Century | 4:04   |
| 2.             | Sacrifice | 9:49   |
| 3.             | Babylon | 11:03  |
| 4.             | Lavatory Love Machine | 4:22   |
| 5.             | Vain Glory Opera | 7:19   |
| 6.             | Land of the Miracle | 6:31   |
| 7.             | Fucking with Fire | 4:24   |
| 8.             | Superheroes | 4:25   |
| 9.             | Save Me | 4:50   |
| 10.            | Tears of a Mandrake | 15:19  |
| 11.            | Mysteria | 8:49   |
| 12.            | Avantasia | 7:38   |
| 13.            | King of Fools | 6:49   |
| 14.            | Out of Control | 10:24  |
| 15.            | Bonusový materiál: - Dokument - Rozhovoty - Videoklipy: King of Fools, Lavatory Love Machine, Superheroes, Ministry of Saints |        |
| Celková délka: | Celková délka: | 190:00 |

| CD 1           | CD 1                  | CD 1  |
| Pořadí         | Název                 | Délka |
| -------------- | --------------------- | ----- |
| 1.             | Catch of the Century  | 5:01  |
| 2.             | Sacrifice             | 9:15  |
| 3.             | Babylon               | 11:02 |
| 4.             | Lavatory Love Machine | 4:22  |
| 5.             | Vain Glory Opera      | 6:59  |
| 6.             | Land of the Miracle   | 6:36  |
| 7.             | Fucking with Fire     | 4:30  |
| Celková délka: | Celková délka:        | 47:45 |

| CD 2           | CD 2                | CD 2  |
| Pořadí         | Název               | Délka |
| -------------- | ------------------- | ----- |
| 1.             | Superheroes         | 4:02  |
| 2.             | Save Me             | 4:41  |
| 3.             | Tears of a Mandrake | 14:24 |
| 4.             | Mysteria            | 7:06  |
| 5.             | Avantasia           | 6:09  |
| 6.             | King of Fools       | 6:44  |
| 7.             | Out of Control      | 7:14  |
| Celková délka: | Celková délka:      | 50:20 |

## Obsazení
- Tobias Sammet – zpěv, klávesy
- Jens Ludwig – hlavní kytara
- Dirk Sauer – rytmická kytara
- Tobias Exxel – baskytara
- Felix Bohnke – bicí